# Porcellanaster ceruleus
Porcellanaster ceruleus is een kamster uit de familie Porcellanasteridae.
De wetenschappelijke naam van de soort werd in 1877 gepubliceerd door Charles Wyville Thomson.